# Thanat Khoman
Thanat Khoman (também conhecido como Thanad; em tailandês:  ถนัด คอมันตร์; Banguecoque, 9 de fevereiro de 1914 — Phuket, 3 de março de 2016) foi um diplomata e político tailandês. Ele foi ministro das Relações Exteriores de 1959 a 1971, presidente do Partido Democrata de 1979 a 1982, e vice-primeiro-ministro de 1980 a 1982. Ele morreu aos cento e dois anos no dia 3 de março de 2016.